# Giacomo Balla
Giacomo Balla (* 18. Juli 1871 in Turin; † 1. März 1958 in Rom) war ein italienischer Maler des Futurismus.

## Leben und Werk
Nach einem kurzen Studium an der Albertina in Turin siedelte Balla 1895 nach Rom über. 1900/01 hielt er sich in Paris auf und setzte sich mit der divisionistischen Technik der Neoimpressionisten auseinander.
Nachdem er das 1909 durch Filippo Tommaso Marinetti verfasste „Futuristische Manifest“ unterzeichnet hatte, verfasste er 1910 zusammen mit seinen Schülern Umberto Boccioni, Carlo Carrà, Luigi Russolo und Gino Severini das „Technische Manifest der futuristischen Maler“. 1912 unterzeichnete er zusammen mit denselben Künstlern den Aufruf „Die Aussteller an das Publikum“ für die Futuristen-Ausstellung in Berlin. Mit eigenen Werken beteiligte er sich 1913 an der „Mostra Futurista“ in Rom, an der Ausstellung Italian Futurist Painters and Sculptors des Rotterdamsche Kunstkring und schließlich im gleichen Jahr noch an Herwarth Waldens erstem deutschen Herbstsalon in Berlin. Ein Großteil seiner Arbeiten war der Darstellung von zeitlichen Abläufen sowie der Dynamik und Rhythmik in einem Bild gewidmet.
Ein Auftrag für ein Wandbild führte ihn in den Jahren zwischen 1912 und 1914 wiederholt nach Düsseldorf. 1917 stattete er das Bühnenbild für die Ballets Russes von Sergei Pawlowitsch Djagilew aus. Balla war Teilnehmer der documenta 1 (1955) in Kassel, seine Werke wurden auch postum auf der documenta 8 im Jahr 1987 gezeigt.

## Werke (Auswahl)
- 1909: Street Light, Museum of Modern Art, New York
- 1912: Bewegungsrhythmus eines Hundes an der Leine, Buffalo AKG Art Museum, Buffalo, New York, USA
- 1912: Ein Kind läuft über den Balkon
- 1912: Rasendes Automobil, Museum of Modern Art, New York
- 1913: Plastizität von Lichtern und Geschwindigkeit, Staatsgalerie, Stuttgart.[2]
- 1914: Merkurdurchgang vor der Sonne
- 1914 Forme rumore di motocicletta, Kröller-Müller Museum, Otterlo, Niederlande
- 1914: Form schreit „Es lebe Italien“
- 1916/17 Paravento con linea di velocità, Kröller-Müller Museum, Otterlo, Niederlande
- 1918: Spazzolridente
- 1918 Volo di rondini, Kröller-Müller Museum, Otterlo, Niederlande
- ca. 1925: Plasticita Dinamica, Öl auf Holz, 33 × 52 cm, Nagel Auktionen, Stuttgart 2013.